# Pehr Evind Svinhufvud
Pehr Evind Svinhufvud af Qvalstad (Sääksmäki, 15 dicembre 1861 – Luumäki, 29 febbraio 1944) è stato un giurista e politico finlandese.
Fu Reggente di Finlandia dal 1917 al 1918, capo del governo finlandese dal 1930 al 1931 e presidente della Repubblica finlandese dal 1931 al 1937.

## Biografia

Stemma della famiglia Svinhufvud

Di origine aristocratica, era il figlio di Pehr Gustaf Svinhufvud af Qvalstad, capitano di marina, morto annegato in Grecia nel 1863, quando Pehr aveva due anni, e di Olga von Becker.
Visse la sua infanzia nella casa del nonno Pehr Gustaf Svinhufvud af Qvalstad, a Rapola, dove la famiglia viveva da cinque generazioni.
Magistrato, rifiutò i piani zaristi di russificazione della Finlandia con l'eliminazione di ogni forma di autonomia, e aderì al movimento dei Giovani Finlandesi, che rifiutava ogni compromesso col governo imperiale, diventando uno dei leader del nazionalismo finnico. Presidente della Dieta finlandese (1907-1913), attaccò in ogni discorso d'apertura i metodi polizieschi del governo, provocando regolarmente lo scioglimento anticipato della Dieta. Quando la Finlandia fu completamente annessa alla Russia (1914), fu deportato in Siberia, ma mantenne i contatti coi nazionalisti finlandesi.
Tornato in patria dopo l'abdicazione dello zar (1917), fu eletto capo del Governo provvisorio che proclamò l'indipendenza dopo l'ascesa dei comunisti in Russia (15 novembre 1917), ottenendo il riconoscimento da parte di Mosca (4 gennaio 1918). Affidò al generale Carl Gustaf Emil Mannerheim il compito di organizzare un esercito nazionale, ma fu solo con l'aiuto militare tedesco che poté concludere la guerra civile scatenata dai comunisti appoggiati dalla Russia (gennaio-maggio 1918), in seguito alla quale assunse posizioni nettamente anticomuniste. Per legare ulteriormente la Germania alla Finlandia, confermò la forma monarchica dello Stato, di cui divenne reggente, nonostante la caduta degli zar, per far eleggere come sovrano al loro posto un principe tedesco; tuttavia la Germania perse la prima guerra mondiale, e il sovrano designato, il principe Federico Carlo d'Assia-Kassel, rifiutò la corona offertagli. Dopo il fallimento della sua politica Svinhufvud si dimise, designando come proprio successore il generale Mannerheim, e si ritirò a vita privata, aderendo al Partito di Coalizione Nazionale (Kokoomus).
Nominato presidente del Consiglio di Stato (1930-1931), si dichiarò deciso a debellare il comunismo nel rispetto della legalità, e, con l'appoggio del presidente della Repubblica Lauri Kristian Relander, sciolse il Partito degli Operai e dei Piccoli Proprietari e anche il Parlamento, che si opponeva a tale iniziativa.
Eletto presidente della Repubblica dai conservatori e dai moderati, dovette stroncare una sollevazione ultranazionalista a Mäntsälä (febbraio-marzo 1932). Avviò la politica di cooperazione nordica, specialmente con la Svezia e l'Estonia, e firmò un patto di non aggressione con l'Unione Sovietica (1932). Strenuo avversario del comunismo sovietico, durante la Guerra d'inverno (1939-1940) chiese invano aiuto militare all'Asse.